# Seetalhorn
Seetalhorn är en bergstopp i Schweiz.   Den ligger i distriktet Visp och kantonen Valais, i den södra delen av landet, 90 km söder om huvudstaden Bern. Toppen på Seetalhorn är 3 037 meter över havet, eller 74 meter över den omgivande terrängen. Bredden vid basen är 0,11 km.
Terrängen runt Seetalhorn är huvudsakligen mycket bergig. Närmaste större samhälle är Visp, 13,1 km norr om Seetalhorn. 
Trakten runt Seetalhorn består i huvudsak av gräsmarker. Runt Seetalhorn är det ganska glesbefolkat, med 23 invånare per kvadratkilometer.